# شب قهرمانان (۲۰۱۱)
شب قهرمانان (۲۰۱۱) (به انگلیسی: Night of Champions (2012)) یک رویداد غیر رایگان (Pay-Per-View) در کشتی حرفه‌ای می‌باشد که توسط کمپانی دبلیودبلیوئی تهیه می‌شود و این دوره اش هم در ۱۸ سپتامبر ۲۰۱۱ برگزار گردید. این چهارمین شب قهرمانان در تاریخ دبلیودبلیوئی می‌باشد. روال معمول این پی پر ویو به این صورت است که همه افرادی که صاحب کمربند هستند باید از کمربند خود دفاع کنند.

## فهرست مسابقات برگزار شده
| شماره                                                                           | مسابقه                                                                                                  | نوع مسابقه                                          | زمان  |
| ------------------------------------------------------------------------------- | --- | --------------------------------------------------- | ----- |
| ۱D                                                                              | دنیل برایان پیروز مقابل هیث اسلتر با قانون سابمیشن                                                      | مسابقه تک‌نفره                                       | ۰۵:۱۳ |
| ۲                                                                               | ایر بوم (ایوان بورن و کوفی کینگستون) (c) پیروز مقابل آوسام تروث (د میز و آر-تروث) با قانون دیسکالیفیکشن | مسابقه مسابقه تگ تیم بر سر قهرمانی کمربندهای تگ تیم | ۹:۵۰  |
| ۳                                                                               | کودی رودز (c) پیروز مقابل تد دیبیاسی                                                                    | مسابقه تک‌نفره بر سر قهرمانی کمربند بین قاره‌ای       | ۹:۴۳  |
| ۴                                                                               | دالف زیگلر (c) (همراه با ویکی گررو) پیروز مقابل جک سوئگر، الکس رایلی و جان موریسون                      | مسابقه ۴ نفره بر سر قهرمانی کمربند ایالات متحده     | ۸:۱۹  |
| ۵                                                                               | مارک هنری پیروز مقابل رندی اورتن (c)                                                                    | مسابقه تک‌نفره بر سر قهرمانی کمربند سنگین وزن جهان   | ۱۳:۰۶ |
| ۶                                                                               | کلی کلی (c) (همراه با ایو تورس) پیروز مقابل بث فینیکس (همراه با ناتالیا)                                | مسابقه تک‌نفره بر سر قهرمانی دیواس                   | ۰۶:۲۶ |
| ۷                                                                               | جان سینا پیروز مقابل آلبرتو دل ریو (c) (همراه با ریکاردو رودریگز) با قانون سابمیشن                      | مسابقه تک‌نفره بر سر قهرمانی کمربند WWE              | ۱۷:۳۲ |
| ۸                                                                               | تریپل ایچ پیروز مقابل سی ام پانک                                                                        | مسابقه بدون قانون                                   | ۲۴:۱۰ |
| (c) – نشان‌دهنده قهرمان(هایی) است که به میدان می‌روند D - نشان‌دهنده مسابقه دارک‌مچ | |                                                     |       |